# VR-Bank Würselen
Die VR-Bank eG (in der Selbstdarstellung auch: VR-Bank eG Region Aachen, vormals VR-Bank Würselen) ist eine Genossenschaftsbank mit Sitz in Würselen. Das VR steht für Volksbank und Raiffeisenbank.
Ihr Geschäftsgebiet umfasst die Städteregion Aachen, jedoch in Aachen nur die Stadtteile Eilendorf und Haaren – die anderen Stadtteile werden durch die Aachener Bank abgedeckt –, außerdem die angrenzenden Orte Übach-Palenberg (Kreis Heinsberg) und Langerwehe (Kreis Düren).

## Geschichte
Am 1. Juli 2004 fusionierten die VR-Bank Würselen eG (BLZ 391 629 80) und die Volksbank Stolberg-Eschweiler eG (BLZ 393 600 97) mit Filialen in Eilendorf, Eschweiler, Alsdorf-Mariadorf, Langerwehe und Stolberg (Rhld.). Wenige Jahre zuvor war die Volksbank Stolberg-Eschweiler eG ihrerseits aus einem Zusammenschluss der Eschweiler und Stolberger Volksbanken entstanden. Rückwirkend zum 1. Januar 2018 fusionierte die VR-Bank Würselen eG mit der Spar-und-Darlehnskasse Hoengen eG.(BLZ 370 693 55)
Das Unternehmen verfügt über 28 Standorte in der Städteregion Aachen sowie in den Kreisen Heinsberg und Düren (Stand 12/2023).